# Armando Anastasio
Armando Anastasio (Nápoles, Italia, 24 de julio de 1996) es un futbolista italiano. Se desempeña como lateral izquierdo en el Catania F. C. de la Serie C de Italia.

## Trayectoria
Se formó en las categorías inferiores del Napoli. El club italiano lo cedió a préstamo a varios equipos: el 17 de julio de 2015 al Padova de la Serie C, el 1 de julio de 2016 al Piacenza (Serie C), el 18 de julio de 2017 al Carpi (Serie B), el 17 de julio de 2018 al Cosenza (Serie B) y el 15 de enero de 2019 al Monza (Serie C), que lo adquirió definitivamente el 17 de julio del mismo año. El 6 de octubre de 2020 el conjunto lombardo lo cedió al Rijeka de la Primera Liga de Croacia, pero regresó al Monza el 18 de enero de 2021.

## Selección nacional
Ha sido internacional con las selecciones sub-18 y sub-19 de Italia.

## Clubes
| Club                             | País    | Año       |
| -------------------------------- | ------- | --------- |
| Calcio Padova (cedido)           | Italia  | 2015-2016 |
| Piacenza Calcio (cedido)         | Italia  | 2016-2017 |
| Carpi F. C. (cedido)             | Italia  | 2017-2018 |
| Cosenza Calcio (cedido)          | Italia  | 2018-2019 |
| A. C. Monza (cedido)             | Italia  | 2019      |
| A. C. Monza                      | Italia  | 2019-2020 |
| H. N. K. Rijeka (cedido)         | Croacia | 2020-2021 |
| A. C. Monza                      | Italia  | 2021      |
| A. C. Reggiana 1919 (cedido)     | Italia  | 2021-2022 |
| Pordenone Calcio (cedido)        | Italia  | 2022      |
| F. C. Pro Vercelli 1892 (cedido) | Italia  | 2022-2023 |
| Casertana F. C. (cedido)         | Italia  | 2023-2024 |
| Catania F. C.                    | Italia  | 2024-     |